# Dasyhesma argentea
Dasyhesma argentea är en biart som beskrevs av Exley 2004. Dasyhesma argentea ingår i släktet Dasyhesma och familjen korttungebin. Inga underarter finns listade i Catalogue of Life.

## Bildgalleri

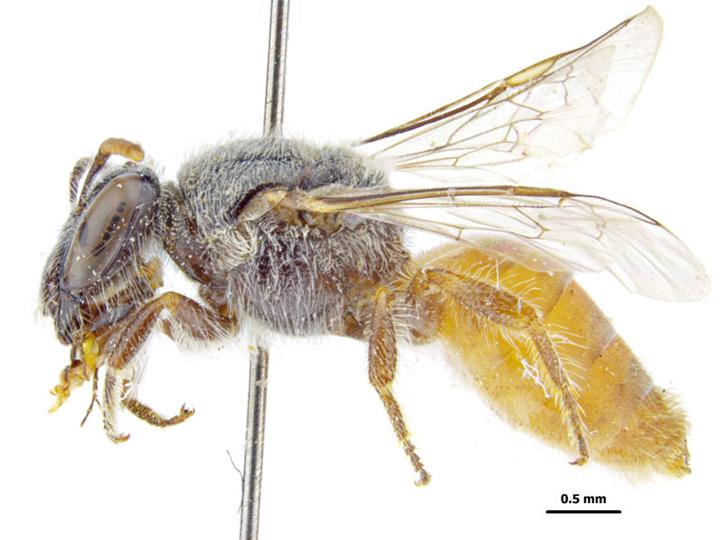
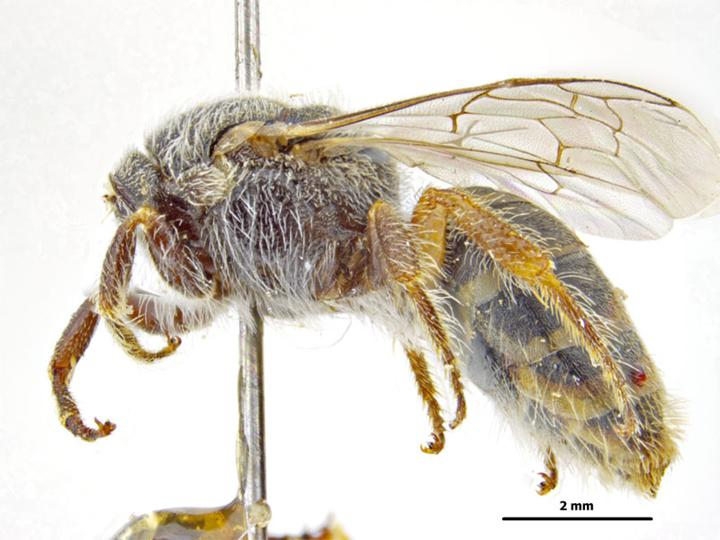